# Нісі Токудзіро
Токудзіро Нісі  (яп. 西徳二郎 Нісі Токудзіро, 4 вересня 1847, Каґосіма, Сьогунат Едо — 13 березня 1912)  — японський державний діяч,  міністр закордонних справ Японії у 1897-1898.

## Життєпис
Народився у Кагосімі. Пройшов навчання у місцевому інституті, звідки вступив до сьоґунської академії; деякий час перебував як штаб-офіцера при імператорській армії, потім був відправлений до Росії для вивчення російської мови.
У Санкт-Петербурзькому університеті прослухав юридичний курс.
У жовтні 1874 за поданням професора Василя Васильєва доручено викладання японської мови та китайської каліграфії на факультеті східних мов.
У 1876 разом з японською місією поїхав до Парижа.
Незабаром назначений до Петербурга повіреним у справах, а потім був викликаний до Японії. Дорогою туди він відвідав Західний та Східний Туркестан, Ілійський край, Сибір, Монголію та Китай.
У 1882 приїхав у Японію й отримав посаду чиновника для особливих доручень при генеральному штабі в Токіо.
У 1885 видав книгу у двох томах «Подорож центральною Азією». Для її складання користувався китайськими, російськими та західноєвропейськими джерелами.
Перебував у свиті принца Арісугава при коронації Олександра III, а після повернення до Японії отримав посаду великого секретаря при Дайдзьокан.
У 1887 знову приїхав до Петербурга як повноважний посланець при російському дворі.
У 1896 отримав Орден Вранішнього Сонця і титул барона.

## Родина
Син — Нісі Такеїті.